# Ramon I de Montcada
|  | Per a altres significats, vegeu «Ramon I de Montcada i de Montcada». |

Ramon I de Montcada (Muntanyola,? — ?, 1080), senyor de Montcada. Fill gran i hereu de Guillem I de Montcada, primer membre de la família Montcada del qual hi ha documentació històrica. Foren germans seus Bernat, ardiaca de Barcelona, i Renard de Sarroca, senyor del castell de Sarroca. Ramon I de Montcada fou pare de Berenguer de Montcada, el qual fou pare de Beatriu de Montcada, que es casà el 1117 amb el senescal de Barcelona Guillem Ramon I de Montcada, conegut com «el Gran Senescal».